# Saint-Fulgent
Saint-Fulgent è un comune francese di 3 691 abitanti situato nel dipartimento della Vandea nella regione dei Paesi della Loira.

## Società

### Evoluzione demografica
Abitanti censiti